# 波霍里利齊 (赫梅利尼茨基州)
49°55′42″N 26°18′40″E / 49.92833°N 26.31111°E
波霍里利齊（羅馬化：Pohoriltsi）是烏克蘭西部的村莊，隸屬赫梅利尼茨基州的舍佩蒂夫卡區。該村面積0.12平方公里，海拔高度253米，2001年人口344，人口密度每平方公里2,991.3人。